# Duque (compositor)
Antonio Lopes de Amorim Diniz, conhecido como Duque (Salvador, 10 de janeiro de 1884 – Rio de Janeiro, 28 de setembro de 1953) foi um bailarino, teatrólogo, jornalista, letrista e compositor brasileiro, que se dedicou principalmente ao samba.

## Obras
- Albertina
- Cristo Nasceu na Bahia (com Sebastião Cirino)
- Eu Não Era Assim
- Passarinho do Má
- São Paulo Bandeirante (com Benedito Camargo)
- Sarambá (com J. Thomaz)